# 王守业 (银行家)
王守业，OBE （David Shou-Yeh Wong），香港实业家、金融家、银行家、慈善家。大新银行集团创办人和现任主席。
浙江省宁波人。2008年福布斯列为香港首40大富豪，身价10亿美元。
子王祖興,王祖安。